# Distretto di Salamanca
Il distretto di Salamanca è uno degli otto distretti della provincia di Condesuyos, in Perù. Si trova nella regione di Arequipa e si estende su una superficie di 1.235,8 chilometri quadrati.

Istituito il 2 gennaio 1857, ha per capitale la città di Salamanca; al censimento 2005 contava 1.257 abitanti.